# Nutfield
Nutfield is een civil parish in het bestuurlijke gebied Tandridge, in het Engelse graafschap Surrey met 2673 inwoners.